# Komora dyfuzyjna
Komora dyfuzyjna, przyrząd do obserwacji śladów cząstek promieniowania jonizującego, komora jest rozwinięciem koncepcyjnym komory Wilsona, pracując ciągle a nie tylko w krótkich chwilach jak komora Wilsona. 
Tworzenie śladów oraz ich obserwacja i fotografowanie odbywa się identycznie jak w komorze Wilsona, inna jest metoda uzyskiwania pary przesyconej.
Komora wypełniona jest gazem oczyszczonym z zanieczyszczeń, które mogłyby być jądrami nukleacji pary z kurzu i kropelek, usuwanie jonów umożliwia wytworzone pole elektrostatyczne.
Dół komory jest chłodzony do temperatury rzędu -60°C, w najprostszych komorach suchym lodem. W górnej części komory znajduje się naczynie w postaci pierścienia w którym znajduje się parująca ciecz, zazwyczaj alkohol. Parująca ciecz i gaz w górnej części utrzymuje temperaturę w wyniku podgrzewania się od obudowy komory. W wyniku przewodnictwa cieplego gazu wywołanego dyfuzją ustala się w komorze statyczny rozkład temperatur z dużą różnicą między dołem a górą komory. Dyfuzja par cieczy do chłodniejszej strefy sprawia, że para ta jest przesycona. 
Kropelki cieczy powstałe w wyniku kondensacji na jonach wytworzonych przez promieniowanie jonizujące opadają na dno komory. 